# American League of Professional Football
L'American League of Professional Football (ALPF) fou una competició futbolística professional disputada per clubs dels Estats Units que estigué activa durant una única temporada el 1984. Fou la primera competició professional de futbol als Estats Units. Fou creada per la National League of Professional Baseball Clubs, que tenien necessitat de fer ús dels seus estadis durant els mesos d'hivern. Aquest mateix any fou creada l'American Football Association, que creà les seves pròpies competicions. La lliga va col·lapsar el 20 d'octubre de 1894 a causa de molts factors, incloses les dificultats financeres, la poca assistència i problemes de programació a causa la competència amb la resta de lligues locals.

## Classificació
Fonts:
| Place | Team                  | PJ | PG | PP | PE | GF | GC | Punts |
| ----- | --------------------- | -- | -- | -- | -- | -- | -- | ----- |
| 1     | Brooklyn Bridegrooms  | 6  | 5  | 1  | 0  | 20 | 6  | 10    |
| 2     | Baltimore Orioles     | 4  | 4  | 0  | 0  | 24 | 3  | 8     |
| 3     | Boston Beaneaters     | 5  | 4  | 1  | 0  | 15 | 12 | 8     |
| 4     | New York Giants       | 6  | 2  | 4  | 0  | 16 | 13 | 4     |
| 5     | Philadelphia Phillies | 9  | 2  | 7  | 0  | 15 | 37 | 4     |
| 6     | Washington Senators   | 6  | 1  | 5  | 0  | 7  | 26 | 2     |